# WASP-97
WASP-97 — одиночная звезда в созвездии Эридана на расстоянии приблизительно 479 световых лет (около 147 парсеков) от Солнца. Вокруг звезды обращается, как минимум, одна планета.

## Характеристики
WASP-97 — жёлтый карлик спектрального класса G5. Видимая звёздная величина звезды — +10,6m. Масса — около 1,12 солнечной, радиус — около 1,06 солнечного. Эффективная температура — около 5670 K, металличность звезды оценивается как 0,23. Возраст звезды определён около 5 млрд лет.

## Планетная система
В 2013 году у звезды обнаружена планета (WASP-97 b).